# 51Talk
51Talk又稱中国在线教育集团是一家互聯網科技教育公司，是中華人民共和國一家英語在線和實體培訓機構，由黃佳佳創辦於2011年7月的北京華清嘉園。目前主要為3-18歲青少年提供英語教學服務。
51Talk成立於2011年，以成人英語培訓為主。2012年，51Talk在菲律賓開設分支機構，開始招聘菲律賓英語教師。2014年底，51Talk上线青少年英语课程，開始將重心轉移至青少年英語。2016年，51Talk在紐約證券交易所上市。

#### 教學系統
自研音視頻教學系統Air Class空中教室，支持教學互動、實时翻譯等功能，運用語音辨識科技，分析評估兒童英語說話能力，並針對性糾正。

### 教學師資
51Talk外教運營團隊設立在菲律賓，外籍教師2萬餘名，均持有TESOL國際教師資格證。

## 外部鏈接
- 官方网站